# Olesicampe elongata
Olesicampe elongata là một loài tò vò trong họ Ichneumonidae.